# Бабин зуб
 Тази статия е за върха.  За планинския курорт вижте Ски център „Стара планина“.  
Бабин зуб (на сръбски: Бабин зуб) е връх в Стара Планина, югоизточна Сърбия, с височина 1758 метра. Формата му е причудлива, защото върхът се издига вертикално в небето във формата на кучешки зъб (откъдето е получил името си). На Бабин зуб се намира Ски център Стара планина.

## Галерия
- Стара планина (Бабин зуб), Сърбия